# Nala und Damayanti

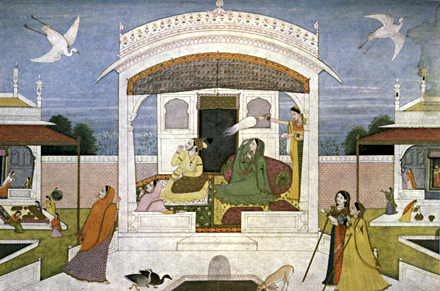
Pahari-Malerei zum Nala-und-Damayanti-Motiv, 18. Jhd.

Nala und Damayanti (Sanskrit-Titel: नलोपाख्यान Nalopākhyāna, d. h. „Episode von Nala“) ist eine Episode aus dem indischen Epos Mahabharata. Sie handelt von König Nala (नल Nala) und seiner Frau Damayanti (दमयन्ती Damayantī): Nala verliert im Würfelspiel sein Königreich und muss mit seiner treuen Gattin in die Verbannung in den Wald ziehen, wo Damayanti von Nala verlassen wird. Voneinander getrennt erleiden die beiden mannigfache Abenteuer, ehe sie schließlich glücklich vereint werden und Nala sein Königreich wiedererlangt.
Nala und Damayanti gehört zu den bekanntesten und beliebtesten Episoden des Mahabharata. Es ist in Indien vielfach rezipiert worden und wird auch im Westen als eines der wertvollsten Werke der indischen Literatur angesehen.

## Inhalt
Das Mahabharata, ein gewaltiges Werk von über 100.000 Doppelversen, enthält neben der Haupthandlung, die vom mythischen Kampf der Pandavas und Kauravas, zweier verwandter Fürstenfamilien, berichtet, zahlreiche teils ineinander verschachtelte Nebenepisoden. Neben dem religiös-philosophischen Lehrgedicht Bhagavadgita und der Savitri-Legende gehört Nala und Damayanti zu den bekanntesten dieser Episoden. Sie kommt im Aranyakaparvan, dem dritten von 18 Büchern des Epos, vor und umfasst rund 1100 Doppelverse (Shlokas) in 26 Kapiteln.
Auf der Erzählebene der Haupthandlung hat Yudhishthira, der älteste der fünf Pandava-Brüder, soeben sein Königreich im Würfelspiel an die Kauravas verloren und musste mit seinen Brüdern für zwölf Jahre in die Verbannung ziehen. Dort begegnet Yudhishtira dem Seher Brihadashva und fragt diesen, ob es je einen unglücklicheren Mann als ihn selbst gegeben habe, woraufhin Brihadashva ihm die Geschichte von Nala erzählt, der ebenfalls sein Reich im Würfelspiel verlor, es schlussendlich aber zurückerlangte.

### Inhaltsangabe
Nala, der heldenhafte Sohn des Virasena, ist König von Nishadha. Zugleich lebt in Vidarbha die schöne Damayanti am Hofe ihres Vaters, des Königs Bhima. Nala und Damayanti hören voneinander und verlieben sich, ohne einander gesehen zu haben. Eine Wildgans übermittelt Damayanti eine Liebesbotschaft von Nala, woraufhin diese krank vor Sehnsucht wird. König Bhima erkennt, dass für seine Tochter die Zeit gekommen ist, zu heiraten. Alle Könige werden zur Svayamvara-Zeremonie zusammengerufen, bei der Damayanti ihren Gatten selbst erwählen soll. Selbst die Götter Indra, Agni, Varuna und Yama machen sich auf nach Vidarbha. Unterwegs treffen sie Nala und tragen ihm auf, ihnen als Bote zu dienen. Unwillig muss der König von Nishadha bei der von ihm begehrten Damayanti für die Götter werben, doch diese gesteht Nala ihre Liebe und gelobt, ihn als Gatten zu wählen. Bei der Selbstwahlzeremonie versuchen Indra, Agni, Varuna und Yama, die Tochter Bhimas zu überlisten, indem sie Nalas Gestalt annehmen, sie aber beschwört so inständig ihre Liebe für den Nishadha-König, dass die Götter ein Einsehen haben und sich zu erkennen geben. Damayanti erwählt Nala, woraufhin ihre Hochzeit gefeiert wird. Die beiden ziehen in Vidarbha ein, wo Nala als gerechter König herrscht und Damayanti ihm zwei Kinder gebiert.
Die Götter kehren in den Himmel zurück und treffen unterwegs auf Dvapara und Kali, zwei Dämonen des Würfelspiels, die auch unterwegs zur Selbstwahl Damayantis sind. Als Kali erfährt, dass er zu spät kommt und Damayanti bereits Nala gewählt hat, schwört er zornentbrannt Rache. Zwölf Jahre wartet er auf seine Gelegenheit, ehe es ihm gelingt, von Nala Besitz zu ergreifen. Vom Dämon besessen lässt sich der König auf ein Würfelspiel mit seinem Bruder Pushkara ein. Durch niemandes Warnungen lässt sich Nala abbringen und verspielt im Würfelrausch sein Königreich und seinen gesamten übrigen Besitz an seinen Bruder. Als Pushkara schließlich Damayanti als Einsatz fordert, gibt Nala auf und zieht mittellos in den Wald. Seine treue Gattin folgt ihm. Der Fluch der Würfel verfolgt den König weiter in Form von zwei Vögeln, die sein Gewand stehlen. Vom Dämonen Kali verleitet, der immer noch in ihm lebt, verlässt Nala seine Gattin schweren Herzens heimlich des Nachts.
Von ihrem Mann im Stich gelassen, irrt Damayanti auf der Suche nach Nala allein durch den schrecklichen Wald. Vor einer Schlange, die ihr Leben bedroht, rettet sie ein Jäger, der ihr aber seinerseits nachstellt. Nachdem sie vielerlei Gefahren überstanden und wehklagend den Wald durchwandert hat, schließt Damayanti sich einer Karawane an und erreicht nach weiteren Abenteuern das Land Chedi, wo sie unerkannt von der Königinmutter am Hofe aufgenommen wird. Unterdessen hat Nala im Wald den Naga-König Karkotaka vor einem Waldbrand gerettet. Als Dank verleiht dieser Nala eine neue Gestalt und rät ihm, zum König Rituparna nach Ayodhya zu gehen. Nala gibt sich als Wagenlenker Vahuka aus und tritt in den Dienst Rituparnas. Er unterweist den König in der Kunst des Pferdelenkens und erfährt von diesem im Gegenzug das Geheimnis der Würfel, so dass der Fluch des Dämons Kali von Nala weicht.
Damayantis Vater Bhima sendet Brahmanen aus, um nach Nala und seiner Tochter zu suchen. Nachdem der Brahmane Sudeva Damayanti in Chedi entdeckt hat, kehrt diese nach Vidarbha ins Vaterhaus zurück. Nach drei Jahren der Trennung erfährt Damayanti durch einen Boten, der in Ayodhya nach Nala forschte, von Vahuka und schöpft den Verdacht, es könnte sich bei ihm um ihren Gatten handeln. Damayanti ersinnt eine List und lässt Rituparna ausrichten, sie würde eine neue Selbstwahl veranstalten. So macht sich der König auf nach Vidarbha und mit ihm Nala als sein Wagenlenker. Weil Nala glaubt, Damayanti habe ihn verstoßen und wolle einen neuen Mann heiraten, gibt er sich nicht zu erkennen. Damayanti ist verwirrt von der fremden Gestalt des Vahuka, die Nala angenommen hat, und lässt den Wagenlenker ausforschen. Nachdem sie sich davon vergewissert hat, dass es sich um Nala handelt, ruft sie ihn zu sich und überzeugt ihn von ihren hehren Motiven. Nala nimmt wieder seine wahre Gestalt an und ist nun wieder mit Damayanti vereint.
Nach einem Monat zieht Nala nach Nishadha, wo er erneut im Würfelspiel gegen Pushkara antritt und sein Königreich wiedergewinnt. Großmütig verzeiht Nala seinem Bruder. Er holt Damayanti heim und lebt glücklich mit ihr zusammen als Herrscher von Nishadha.